# Ralph Kayser

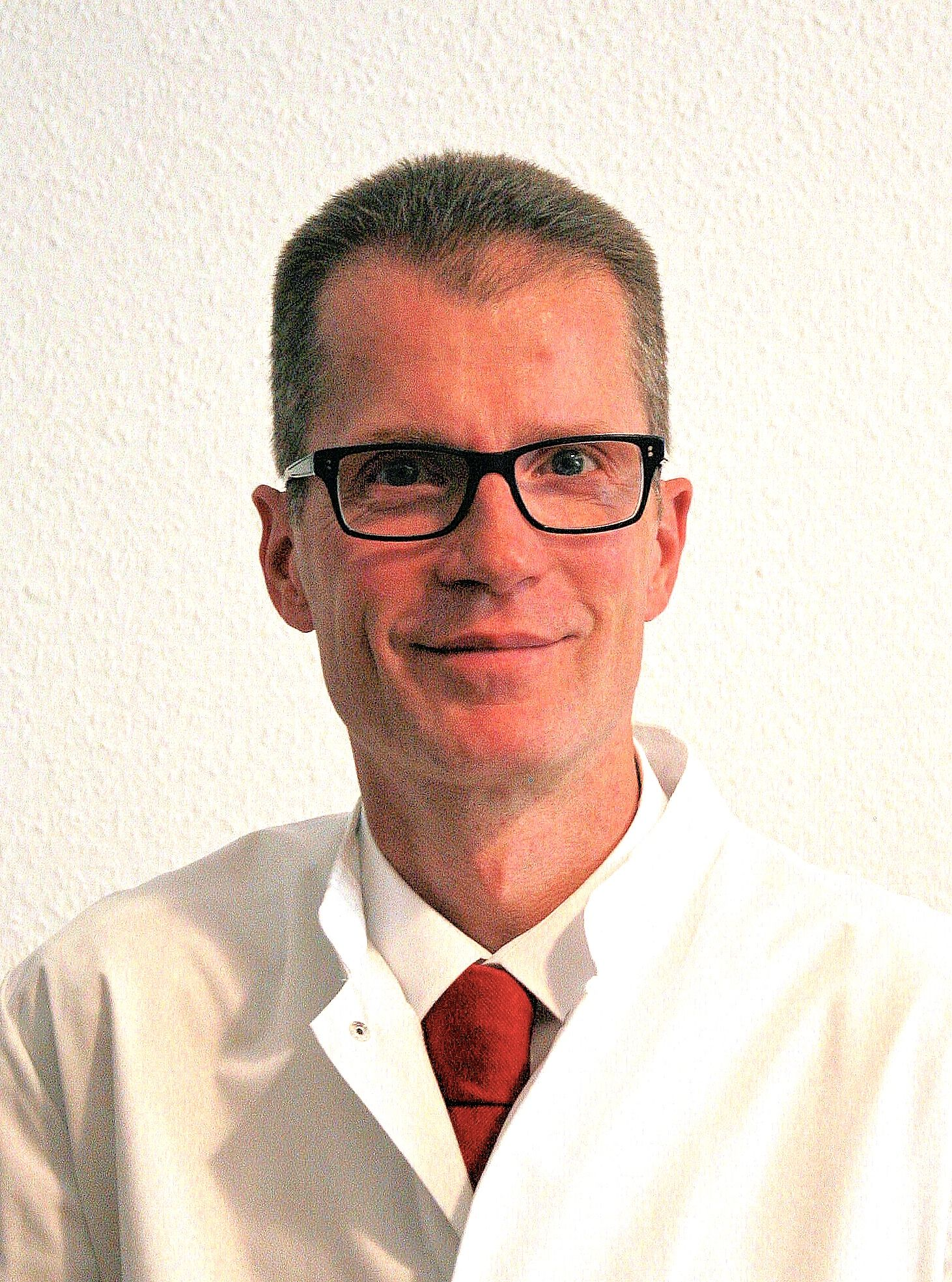
Ralph Kayser

Ralph Kayser (* 1965 in Ost-Berlin) ist ein deutscher Orthopäde, Facharzt für Orthopädie und Unfallchirurgie mit Spezialgebiet Wirbelsäulenorthopädie sowie apl. Professor an der Medizinischen Fakultät der Ernst-Moritz-Arndt-Universität Greifswald. Zu seinen wissenschaftlichen Schwerpunkten zählen neben der experimentellen Ultraschalldiagnostik und der speziellen Wirbelsäulenchirurgie vor allem die konservative und minimalinvasive Wirbelsäulenbehandlung.

## Leben
Kayser studierte 1987 bis 1994 Humanmedizin an der Medizinischen Fakultät der Humboldt-Universität Berlin (Charité). Seine Promotion erfolgte 1994 mit der Dissertation Nosokomiale und connatale Infektionen im Neugeborenenalter. Nach seiner Zeit als Assistenzarzt von 1994 bis 2000 an der Orthopädischen Universitätsklinik Magdeburg und an der Zentralklinik Bad Berka wurde er 2000 Facharzt für Orthopädie. Nach Tätigkeiten an der Klinik und Poliklinik für Orthopädie der Universität Leipzig (2001–2002) und dem Städtischen Klinikum Dessau (2002–2004), zuletzt als leitender Oberarzt, absolvierte er zwischen 2004 und 2007 eine Weiterbildung zum Facharzt für Orthopädie und Unfallchirurgie an der Universitätsmedizin Berlin (Charité). 2006 habilitierte sich Kayser über das Thema Experimentelle Untersuchungen zur Instabilität der lumbalen Wirbelsäule – Entwicklung eines intraoperativ anwendbaren Messgerätes zur dreidimensionalen Aufzeichnung von Kraft-Weg-Kurven an menschlichen lumbalen Bewegungssegmenten. und wurde im selben Jahr leitender Oberarzt am Zentrum für spezielle Chirurgie des Bewegungsapparates an der Klinik für Orthopädie und Unfallchirurgie der Charité. Daran anschließend war er von 2008 bis 2012 stv. Direktor der Klinik für Orthopädie und Orthopädische Chirurgie der Universitätsmedizin Greifswald. 2011 erhielt Kayser einen Listenplatz 1 auf die W2-Professur für Orthopädie mit Schwerpunkt Wirbelsäulenchirurgie an der Universitätsmedizin Greifswald. Er wurde 2013 zum apl. Professor ernannt und leitete bis 2014 als Direktor die Klinik für Orthopädie, Vivantes Klinikum in Friedrichshain, Berlin. Aktuell ist Kayser Chefarzt der Orthopädie in der Median Klinik Wismar.

## Wissenschaftlicher Beitrag
Der anfängliche wissenschaftliche Beitrag von Kayser konzentrierte sich auf die Kinderorthopädie und die Ultraschalldiagnostik des Stütz- und Bewegungssystems. Hier entstanden richtungsweisende Arbeiten während seiner Tätigkeit an den Universitäten Magdeburg, Leipzig und Berlin (Charité). Ab Beginn der 2000er Jahre widmete sich Kayser seinen jetzigen Spezialgebieten der Wirbelsäulenchirurgie und minimalinvasiven Wirbelsäulentherapie sowie der nichtoperativen Wirbelsäulenbehandlung – Injektionstherapie und Manuelle Medizin/Chirotherapie. Er entwickelte abgestufte Diagnostik- und Therapiekonzepte zur konservativen und operativen Behandlung degenerativ bedingter Wirbelsäulenerkrankungen und arbeitete auf dem Gebiet der Verknüpfung struktureller und funktioneller Pathologien des Stütz- und Bewegungssystems. Eine umfassende Beurteilung des Patienten mit der Erarbeitung von konservativen und operativen Therapieoptionen „aus einer Hand“ ist ihm hier besonderes Anliegen. Die Minimalinvasive Wirbelsäulentherapie stellt einen weiteren Schwerpunkt dar, wobei die Etablierung einer Kombinationsbehandlung aus intraossaler Radiatio und Strahlentherapie (Kypho-IORT) an der Universität Greifswald als einem der beiden Zentren in Deutschland hervorzuheben ist.

## Mitgliedschaften in wissenschaftlichen Vereinigungen
Kayser ist Mitglied der Deutschen Gesellschaft für Orthopädie und Orthopädische Chirurgie (DGOOC) und des Berufsverbandes der Ärzte für Orthopädie und Unfallchirurgie (BVOU), der Deutschen Wirbelsäulengesellschaft (DWG), der Ärztevereinigung für Manuelle Medizin (ÄMM), der Deutschen Gesellschaft für Manuelle Medizin.
Er ist Mitglied im Forum der Nationalen Versorgungsleitlinie „Kreuzschmerz“ und im Arbeitskreis „Stütz- und Bewegungsorgane“ der Deutschen Gesellschaft die Ultraschall in der Medizin. Außerdem ist Kayser stellv. Leiter der Kommission „Konservative Wirbelsäulentherapie“ der Deutschen Wirbelsäulengesellschaft.

## Publikationen
- mit Steffi Puhane: Nosokomiale und connatale Infektionen im Neugeborenenalter: eine prospektive Studie in der Abteilung Neonatologie der Klinik für Kinderheilkunde im Zeitraum 01.01.1989 bis 31.12.1991. Dissertation. Humboldt-Univ., Berlin 1994.
- Experimentelle Untersuchungen zur Instabilität der lumbalen Wirbelsäule. Entwicklung eines intraoperativ anwendbaren Messgerätes zur dreidimensionalen Aufzeichnung von Kraft-Weg-Kurven an menschlichen lumbalen Bewegungssegmenten. Habilitationsschrift. 1. Auflage. Pro Business, 2006, ISBN 3-939000-84-1. (Digitalisat der Habilitationsschrift)
- mit Johannes Buchmann: Differenzialdiagnostik und Therapie manualmedizinisch-osteopathischer Syndrome. 1. Auflage. Springer, 2016, ISBN 978-3-642-38687-9.
- gemeinsam mit Lothar Beyer (Hrsg.): Repetitorium Manuelle Medizin/Chirotherapie. Zur Vorbereitung auf die Prüfung der Zusatz-Weiterbildung. Springer, Berlin 2017. ISBN 978-3-662-49760-9

Siehe auch:
- PubMed Publikationsliste